# Manuelskotten

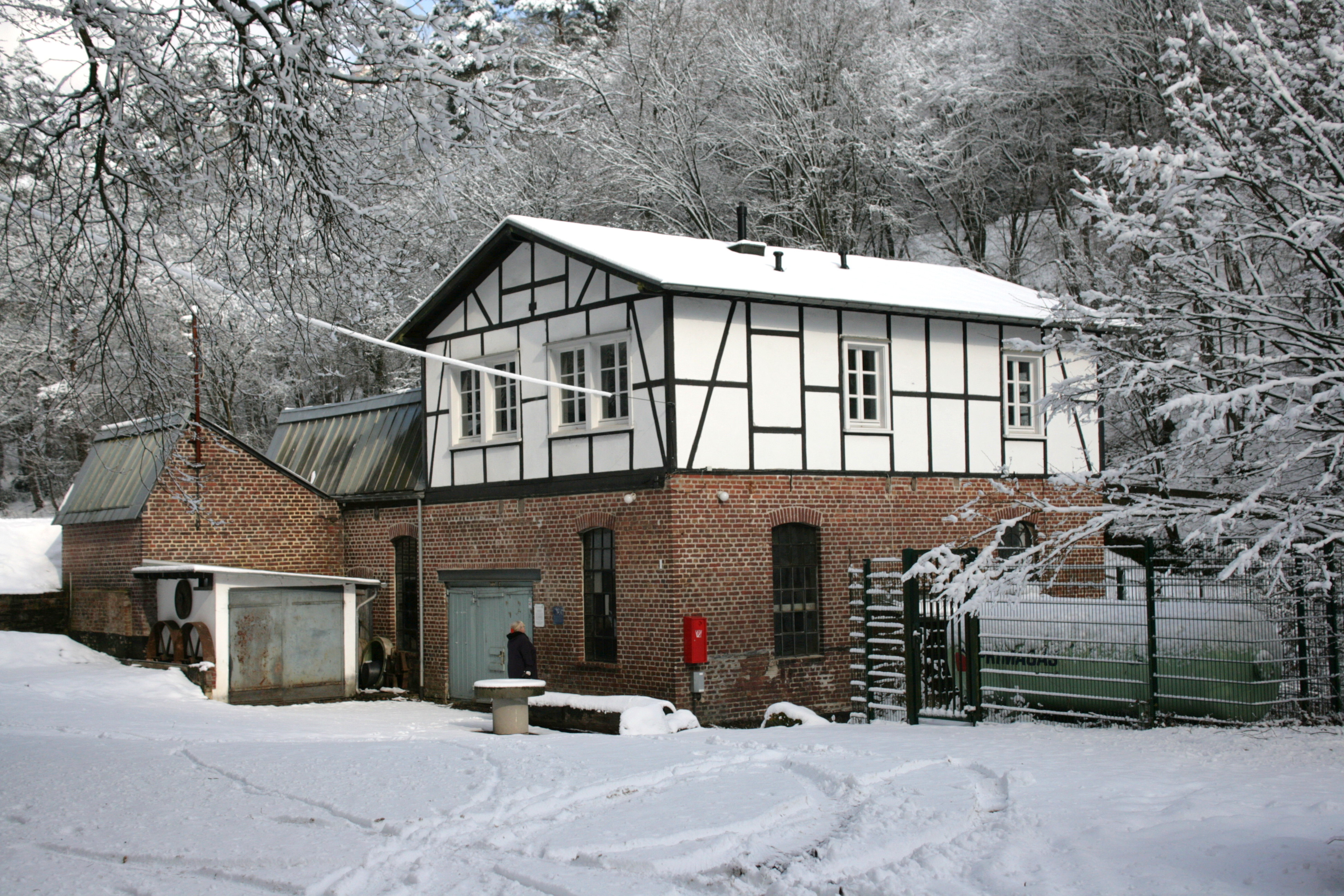
Manuelskotten im Schnee

Der Manuelskotten, auch Kaltenbacher Kotten genannt, ist der einzige noch funktionsfähige, wassergetriebene Schleifkotten auf Wuppertaler Stadtgebiet.
Die restaurierte Anlage gehört seit 1993 der Stadt Wuppertal und dient als Industriemuseum, um das alte Schleiferhandwerk vorführen zu können. Die Anlage ist als Baudenkmal in der Denkmalliste der Stadt eingetragen. Gleichzeitig werden in der Anlage noch heute für ein Remscheider Werkzeugunternehmen Maschinenmesser für die Lebensmittelindustrie nachgeschliffen, so dass das gezeigte Handwerk keineswegs nur musealen Charakter besitzt.

## Lage

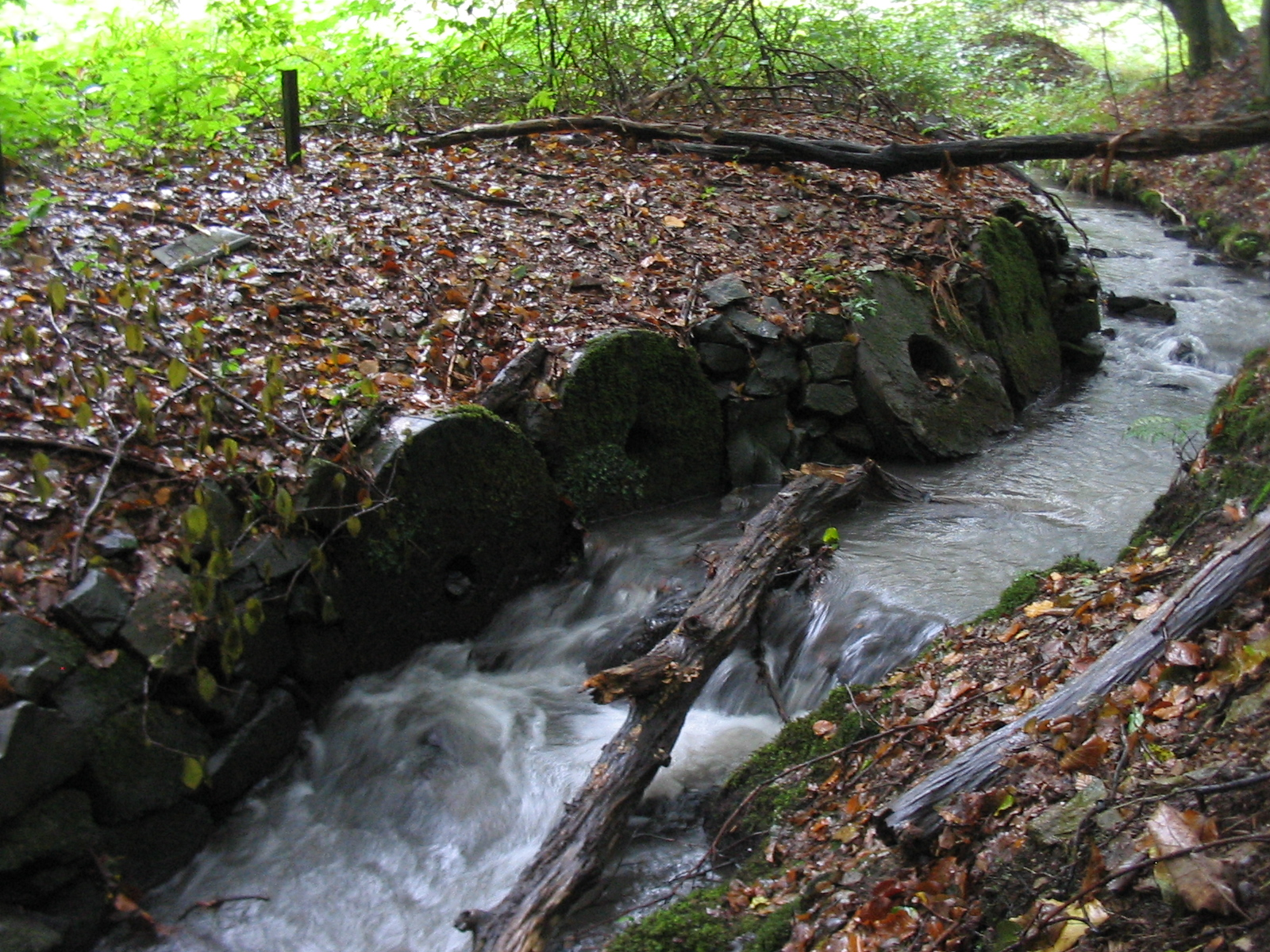
Alte Bachbefestigung aus Schleifsteinen am Kaltenbach unterhalb des Manuelskottens

Der Manuelskotten liegt am Kaltenbach, der auf 231 m ü. NN nahe dem Cronenberger Zentrum entspringt und nach 2,2 km auf 110 m ü. NN bei dem Ortsteil Kohlfurtherbrücke in die Wupper mündet. An dem kurzen Bachlauf lagen seit 1692 insgesamt sechs Wasserkraftanlagen, darunter drei Hammerwerke, zwei Schleifkotten und eine Mühle (der Friedrichshammer, der Obere Kotten, der Manuelskotten, der Kaltenbacher Hammer, die Cronenberger Getreidemühle und der Schütterhammer). Der Manuelskotten ist die jüngste der Anlagen.
Die Schleifsteine werden von einem oberschlächtigen Wasserrad angetrieben, das sein Wasser aus einem Aufstau des Kaltenbachs erhält. Transmissionsriemen und Zahnräder verteilen die Drehkräfte auf mehrere Schleif- und Poliersteine. Eine Dampfmaschine, ab 1934 ein Dieselmotor und schließlich ab 1950 ein Elektromotor unterstützten die Wasserkraft.

## Geschichte

### Einleitung

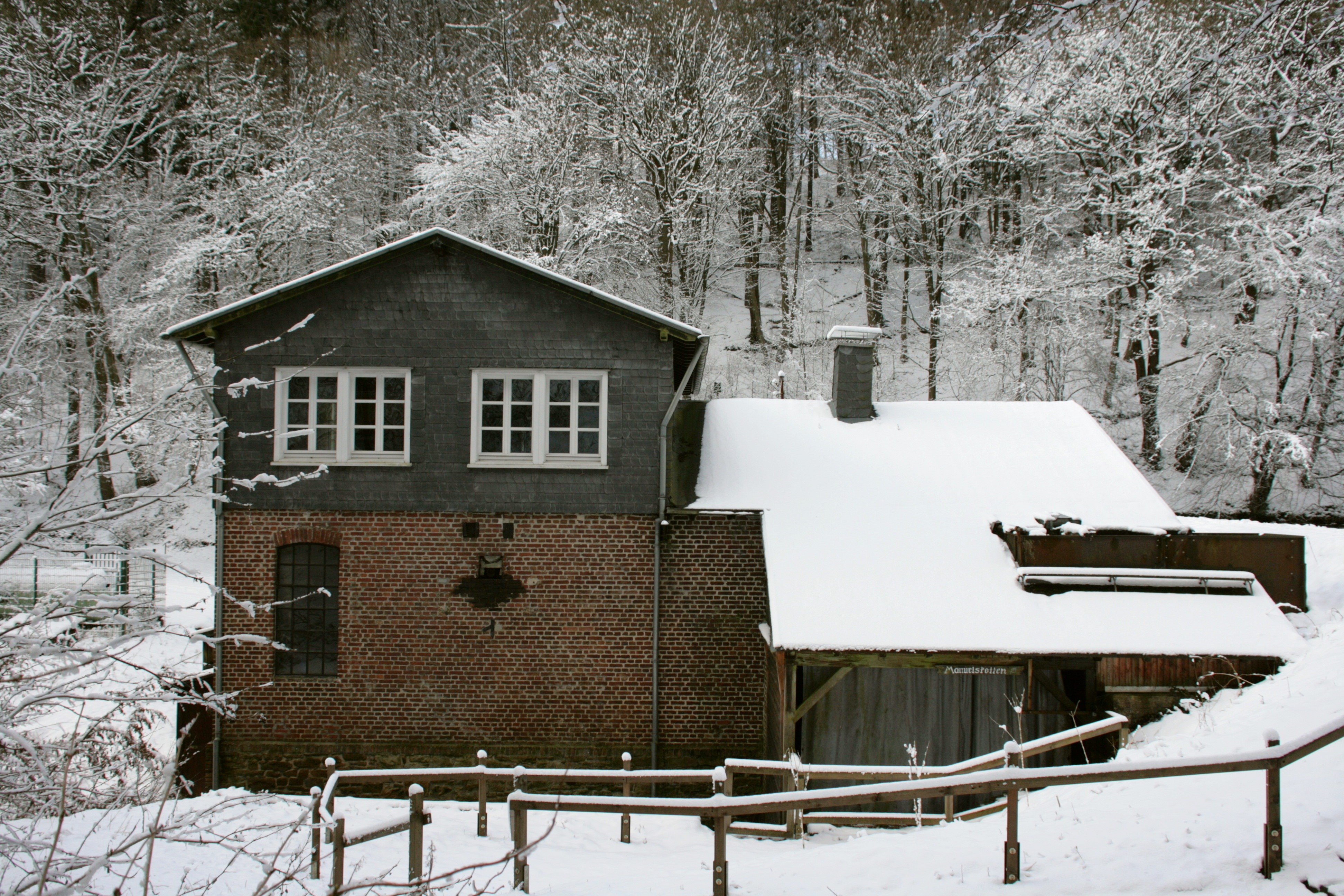
Rückseite des Manuelskottens

An den Bächen und Flüssen im Wuppertaler, Remscheider und Solinger Raum wurde seit dem 14. Jahrhundert Eisen und Stahl industriell bearbeitet. Im Gebiet dieser drei Städte siedelten sich mehrere hundert Hammerwerke und Schleifkotten an, die bis zum Ende des 19. Jahrhunderts die Wasserkraft der Region nutzten.
Obwohl der Grad der Industrialisierung aufgrund des Wasserreichtums der Region seit dem 17. Jahrhundert einer der höchsten im gesamten Deutschem Reich war, verteilte sich die gesamte Industrieleistung auf zahlreiche einzelne Werkstätten, in denen aus Eisenrohlingen hochwertiger Stahl raffiniert und zu Sicheln, Sensen, Werkzeugen, Schwertern und anderen Schneidwaren weiterverarbeitet wurde. Das Roheisen wurde über die Bergische Eisenstraße aus dem Siegener Raum importiert, die Holzkohle für die Schmiedefeuer wurde vor Ort in Kohlenmeilern gewonnen.
Die Erzeugnisse wurden anschließend in ganz Europa vertrieben. Erst mit dem Aufkommen von Dampfmaschinen (später Elektromotoren) und dem Bau von Kohlenwegen aus dem Ruhrgebiet (später Eisenbahnen) verließen die Betriebe die engen, feuchten und dunklen Täler und siedelten sich auf den verkehrstechnisch besser erschlossenen Höhenzügen an.

### Geschichte des Manuelskottens
Der Manuelskotten wurde vermutlich um 1850 erbaut (laut anderen Quellen 1755) und ab 1867 von Emanuel Morsbach (1837–1903) betrieben, der schon zuvor in dem Kotten seine Schleiferlehre absolvierte. Der Name Manuelskotten oder mundartlich Manewellskotten leitet sich von dem Vornamen dieses Besitzers ab. Bis zu 28 Schleifer schliffen, polierten und pliesteten in dessen Hochzeit auf eigene Rechnung im Kotten.
1901 brannte der Kotten aus, wurde aber wenige Meter bachaufwärts ein Jahr später wieder neu errichtet. Durch ein Sheddach gewann die Anlage auch äußerlich den optischen Eindruck einer kleinen Fabrik. 1934 wurde das Dach erneuert und die im Maschinenhaus installierte Dampfmaschine durch einen Dieselmotor (Anton Schlüter Motorenfabrik, München, 375/min, 30 PS (22 kW), Baujahr 1927) ersetzt. Nur wenige Jahre später, 1950, kam ein Elektromotor hinzu.
Seit 1993 gehört der Kotten der Stadt Wuppertal als Außenstelle des Museum Industriekultur. Erworben wurde er von seinen letzten Besitzern, den Familien Morsbach und Bergmann, mit Mitteln der Nordrhein-Westfalen-Stiftung durch das Engagement des „Fördervereins Manuelskotten“. Ein hauptamtlicher Schleifer schleift in dem Kotten noch heute nach überlieferter Knienaß-Methode Cuttermesser und Spezialmesser für das fleischverarbeitende Gewerbe. Interessierte Besucher können nach Vereinbarung seinem Handwerk zuschauen. Seit 2017 befindet sich eine neue „Geschichte + Werkzeuge“-Ausstellung im Obergeschoß und dort auch seit 2020 eine Medienstation.